# Larissa Winter
Larissa Winter (* 12. April 2004 in Merseburg) ist eine deutsche Volleyballspielerin.

## Karriere
Winter kam über eine Ballsport-AG in der Grundschule zum Volleyball. Sie begann ihre Karriere bei Chemie Volley Mitteldeutschland. Im Alter von zehn Jahren wechselte sie 2014 nach Leipzig zu den L.E. Volleys mit dem Ziel, in das Sportgymnasium Dresden und damit beim Nachwuchsteam VC Olympia Dresden aufgenommen zu werden. 2016 erfolgte der Wechsel nach Dresden. Von 2020 bis 2023 spielte sie für die erste Mannschaft des VC Olympia Dresden in der 2. Bundesliga.
Aufgrund der Verletzung von Stammzuspielerin Sarah Straube wurde sie in der Saison 2022/23 in die Bundesliga-Mannschaft des Dresdner SC hochgezogen Beim Spiel gegen Schwarz-Weiss Erfurt gab sie ihr Debüt in der ersten Liga. Mit der Mannschaft erreichte sie das Playoff-Halbfinale. Zur Saison 2023/24 wurde Winter fester Bestandteil der Erstliga-Mannschaft. Im DVV-Pokal 2023/24 und in den Bundesliga-Playoffs erreichte Dresden jeweils das Halbfinale. Auch 2024/25 spielt Winter für Dresden.